# Verner Hurtigkarl
Verner Hurtigkarl (29. oktober 1925-1. september 1990) var en dansk atlet medlem af AIK 95. Han satte tre danske rekorder og vandt fire danske mesterskaber i kuglestød.

## Danske mesterskaber
- Guld 1954  Kuglestød 13,98
- Sølv 1954  Diskoskast 43,57
- Guld 1953  Kuglestød 13,62
- Sølv 1953  Diskoskast 44,12
- Guld 1952  Kuglestød 14,53
- Guld 1951  Kuglestød 14,20
- Sølv 1950  Kuglestød 14,00
- Bronze 1949  Kuglestød 12,96
- Bronze 1948  Kuglestød 12,99

## Danske rekorder
- Kuglestød : 14,35 1951
- Kuglestød : 14,42 1951
- Kuglestød : 14,53 1952